# FishBase
FishBase er en global arts database over fiskearter (specifikt finnefisk).
FishBase er den største og bredest tilgængelige online database om voksne finnefisk på world wide web.
Over tid er den blevet en dynamisk og alsidig økologisk værktøj, som er citeret i forskningspublikationer.

## Historie
FishBases oprindelse går tilbage 1970'erne, hvor fiskeri videnskabsmanden Daniel Pauly havde problemer med at teste en hypotese om hvordan fisks vækst blev påvirket af deres gællestørrelse.
Hypoteser, såsom denne, kunne kun testes hvis store mængder af empiriske data er tilgængelig.
På denne tid anvendte fiskerikontrolinstanser analytiske modeller som krævede estimater for fiskevækst og mortalitet.
Pauly rekrutterede Rainer Froese - og begyndelsen af en software database blev kodet i 1988. Denne database, som i starten kun omfattede tropiske fisk, blev FishBase-prototypen. FishBase blev senere udvidet til at omfatte alle finnefisk og blev tilgængelig på Web august 1996. FishBase er nu den største og mest besøgte online database over fisk i verden.
FishBase er et konsortium der støttes af blandt andet Forenede Nationers "Food and Agriculture Organization", FAO, og har støtte fra Europa-Kommissionen.